# Sophie Döhring
Anna Sophie Döhring (* 30. Juni 1885 in Stuttgart; † 25. August 1977 ebenda) war eine deutsche Politikerin (SPD) und Gewerkschaftsfunktionärin.

## Leben
Sophie Döhring wurde als Tochter eines Schäfers in Stuttgart geboren. Sie besuchte die Volksschule und wurde Leineweberin. Von Juli 1916 bis Februar 1933 war sie Geschäftsführerin des Textilarbeiterverbands in Stuttgart. 1917 trat sie der USPD bei, 1922 dann der SPD. Mit Beginn der NS-Zeit kam sie in Haft und wurde 3 Monate im KZ Heuberg festgehalten.
Von 1945 bis 1947 arbeitete Döhring als Angestellte in der Oberverwaltung Stuttgart des Württembergischen Gewerkschaftsbundes. Von 1945 bis 1949 war sie Mitglied im Landesvorstand des Gewerkschaftsbundes Württemberg-Baden. Ehrenamtlich engagierte sie sich als Arbeitsrichterin in Stuttgart.
Für ihr gewerkschaftspolitisches Engagement wurde Sophie Döhring am 28. Dezember 1951 mit dem Bundesverdienstkreuz am Bande geehrt.
Sophie Döhring blieb zeitlebens ledig. Sie starb am 25. August 1977 im Alter von 92 Jahren in Stuttgart und fand ihre letzte Ruhestätte auf dem dortigen Pragfriedhof.

## Politik
In den Jahren 1919 und 1920 kandidierte Döhring jeweils erfolglos für den Reichstag. Erfolgreicher war sie bei der Kandidatur für ein Landtagsmandat: 1928 wurde sie in den Württembergischen Landtag gewählt und gehörte diesem bis 1933 an.